# El Polvorín, Michoacán de Ocampo
El Polvorín är en ort i Mexiko.   Den ligger i kommunen Zitácuaro och delstaten Michoacán de Ocampo, i den södra delen av landet, 120 km väster om huvudstaden Mexico City. El Polvorín ligger 2 242 meter över havet och antalet invånare är 123.
Terrängen runt El Polvorín är kuperad åt nordväst, men åt sydost är den bergig. Runt El Polvorín är det tätbefolkat, med 308 invånare per kvadratkilometer. Närmaste större samhälle är Heróica Zitácuaro, 6,5 km väster om El Polvorín. Omgivningarna runt El Polvorín är en mosaik av jordbruksmark och naturlig växtlighet.